# Локомотиви Булмаркет серия 86.000
Това са първите електрически локомотиви в Датските железници (DSB) и са означени със серията ЕА 3000. Доставени са на два пъти – през 1984 - 86 (ЕА 3001-3010) и 1992 – 93 (ЕА 3011-3022). Строени са по технически условия на датските железници: първите два локомотива в „Хеншел“ - Касел (Германия), а останалите в датската фирма „Скандия“ по лиценз на „Хеншел“. За прототип служи серия 120 на Дойче бан. Всички локомотиви освен номер са носели и имена на учени, инженери и изявени железничари.
Локомотивите първоначално са използвани основно за пътнически влакове. През 1999 г. Датските железници са разделени на товарен (DSB Gods) и пътнически (DSB) сектор, като съответно с това са разделени и локомотивите. През 2001 г. товарният сектор е закупен от германската DB Schenker, заедно с нейните локомотиви (ЕА 3011-3019 и 3021).
През 2007 г. шест локомотива са закупени от Булмаркет ДМ и в България са преномерирани на серия 86.
През 2009 – 2010 г. други шест локомотива са продадени на DB Schenker Rail – България и четири на „DB Schenker Rail“ – Румъния.
В DSB остават 6 локомотива, които са пребоядисани в син цвят. Използват се основно за возене на пътнически влакове.
| Експлоатационни данни       |                               |                  |                  |                        | |
| Експлоатационен номер в DSB | Производител (фабр. №/година) | Име              | Първи собственик | Настоящ собственик     | Бележки |
| ЕА 3001 91 86 0003 001-2    | Henschel (32741/1984)         | H.C. Ørsted      | DSB              | DSB                    | от 2006 г. в син цвят Бракуван 2017 г.                                                                              |
| ЕА 3002                     | Henschel (32742/1984)         | Niels Bohr       | DSB              | Булмаркет ДМ           | от 2007 г. с № 91 52 20 86 001-8                                                                                    |
| ЕА 3003                     | Scandia (30063/1985)          | Heinrich Wenck   | DSB              | Булмаркет ДМ           | от 2007 г. с № 91 52 20 86 002-6                                                                                    |
| ЕА 3004 91 86 0003 004-6    | Scandia (30064/1985)          | Ole Rømer        | DSB              | DSB                    | от 2006 г. в син цвят от 2020 г. е в Датския железопътен музей                                                      |
| ЕА 3005                     | Scandia (30065/1985)          | William Radford  | DSB              | Булмаркет ДМ           | от 2007 г. с номер 91 52 20 86 003-4                                                                                |
| ЕА 3006                     | Scandia (30066/1985)          | Valdemar Poulsen | DSB              | Булмаркет ДМ           | от 2007 г. с номер 91 52 20 86 004-2                                                                                |
| ЕА 3007 91 86 0003 007-9    | Scandia (30067/1985)          | Kirstine Meyer   | DSB              | Булмаркет ДМ           | от 2006 г. в син цвят. Продаден 2021 г. Номер 91 52 20 86 007-5                                                     |
| ЕА 3008                     | Scandia (30068/1986)          | Otto Busse       | DSB              | Булмаркет ДМ           | от 2004 г. изваден от експлоатация. От 2007 г. с номер 91 52 20 86 005-9                                            |
| ЕА 3009                     | Scandia (30069/1986)          | Anker Engelund   | DSB              | Булмаркет ДМ           | от 2007 г. с номер 91 52 20 86 006-7                                                                                |
| ЕА 3010 91 86 0003 010-3    | Scandia (30070/1986)          | Søren Hjorth     | DSB              | Булмаркет ДМ           | от 2006 г. в син цвят Продаден 2021 г.                                                                              |
| ЕА 3011                     | Scandia (30948/1992)          | Thomas B. Thrige | DSB Gods         | DB Schenker Rail Дания | от 2009 г. в DB Schenker Rail Румъния с номер 91 53 0 465 001.2                                                     |
| ЕА 3012                     | Scandia (30949/1992)          | A.R. Angelo      | DSB Gods         | DB Schenker Rail Дания | от 2009 г. в DB Schenker Rail Румъния с номер 91 53 0 465 002. По-късно идва в България с номер 91 52 31 86 012-2   |
| ЕА 3013                     | Scandia (30950/1992)          | Wilhelm Hellesen | DSB Gods         | DB Schenker Rail Дания | от 2010 г. в DB Schenker Rail България с номер 91 52 31 86 013-0                                                    |
| ЕА 3014                     | Scandia (30951/1992)          | C.E. Krarup      | DSB Gods         | DB Schenker Rail Дания | от 2010 г. в DB Schenker Rail България с номер 91 52 31 86 014-8                                                    |
| ЕА 3015                     | Scandia (30952/1992)          | Nielsine Nielsen | DSB Gods         | DB Schenker Rail Дания | от 2010 г. в DB Schenker Rail България с номер 91 52 31 86 015-5                                                    |
| ЕА 3016                     | Scandia (30953/1992)          | A.W. Hauch       | DSB Gods         | DB Schenker Rail Дания | от 2009 г. в DB Schenker Rail България с номер 91 52 31 86 016-3                                                    |
| ЕА 3017                     | Scandia (30954/1992)          | Emil Chr. Hansen | DSB Gods         | DB Schenker Rail Дания | от 2010 г. в DB Schenker Rail България с номер 91 52 31 86 017-1                                                    |
| ЕА 3018                     | Scandia (30955/1992)          | Niels Finsen     | DSB Gods         | DB Schenker Rail Дания | от 2009 г. в DB Schenker Rail Румъния с номер 91 53 0 465 004.6. По-късно идва в България с номер 91 52 31 86 018-9 |
| ЕА 3019                     | Scandia (30956/1992)          | P.O. Pedersen    | DSB Gods         | DB Schenker Rail Дания | от 2010 г. в DB Schenker Rail България с номер 91 52 31 86 019-7                                                    |
| ЕА 3020 91 86 0003 020-2    | Scandia (30957/1992)          | G.F. Ursin       | DSB              | Булмаркет ДМ           | От 2006 г. в син цвят. По-късно (2017 г.) изцяло червен. От 2021 г. с номер 91 52 20 86 009-1                       |
| ЕА 3021                     | Scandia (30958/1992)          | P.W. Lund        | DSB Gods         | DB Schenker Rail Дания | от 2009 г. в DB Schenker Rail Румъния с номер 91 53 0 465 005.3                                                     |
| ЕА 3022 91 86 0003 022-8    | Scandia (30959/1992)          | Søren Frich      | DSB              | Булмаркет ДМ           | от 2006 г. в син цвят. По-късно (2017 г.) изцяло червен. От 2021 г. с номер 91 52 20 86 010-9                       |